# Татјана Мирковић
Татјана Мирковић, раније Јелача (Сремска Митровица, 10. август 1990) некадашња је српска атлетичарка и бивша рекордерка у бацању копља. Највећи успех у каријери била јој је сребрна медаља коју је освојила на Европском првенству 2014. у Цириху.

## Каријера
На светском првенству за кадете 2007. године заузела је шесто место. На светском првенству за јуниоре 2008. године остварила је резултат од 58,77 м, што јој је било довољно за треће место. Учествовала је и на Олимпијским играма 2008. у Пекингу, и такмичила се у дисциплини бацање копља. Није прошла квалификациону групу јер је у сва три покушаја преступила тако да је заузела последње место од 54 такмичарке.
На Европском првенству за јуниоре 2009. одржаном у Новом Саду освојила је златну медаљу. Хицем у последњој серији поправила је свој лични рекорд на 60,35 м и оборила национални рекорд. Дневни лист Спорт ју је изабрао за најбољег младог спортисту Србије. Њена мајка зове се Душанка.
На Европском првенству 2010. у Барселони се пласирала у финале, али је тамо заузела последње, 12. место.
Учествовала је на Европском првенству у Хелсинкију 2012. године у бацању копља. Прошла је у финале резултатом 57,29 метара и у квалификацијама заузела 10. место. У финалу је освојила 7. место резултатом 57,58.
На Медитеранским играма 2013. освојила је сребрну медаљу у бацању копља. Исте године је на Светском првенству на отвореном поставила национални рекорд Србије у бацању копља, а у финалу заузела девето место. У децембру 2013. године Атлетски савез Београда је прогласио Татјану за најбољу атлетичарку у 2013. години. Њени бивши тренери били су Горан Павловић и Александар Спајић, а последњи јој је тренер био Драгиша Ђорђић.

## Лични рекорди
| Дисциплина   | Резултат | Датум            | Место             |
| ------------ | -------- | ---------------- | ----------------- |
| Бацање копља | 64,21 м  | 14. август 2014. | Цирих, Швајцарска |